# (73299) 2002 JO69
(73299) 2002 JO69 – planetoida z pasa głównego asteroid okrążająca Słońce w ciągu 3,54 lat w średniej odległości 2,32 j.a. Odkryta 7 maja 2002 roku.